# وحدة حرارية بريطانية
وحدة حرارية بريطانية (بالإنجليزية: British thermal unit BTU أو Btu) هي وحدة معهودة للطاقة تبلغ نحو 1055 جول. وتعرف بأنها كمية الطاقة اللازمة لتسخين 1 باوند (1 رطل) من الماء درجة واحدة فهرنهايت . وهي تستخدم في محطات توليد الطاقة الكهربائية، وفي مولدات البحار، وفي صناعة التسخين، وصناعة تكييف الهواء.
وقد استبدت وحدة BTU في المجال العلمي بالوحدات الأساسية العالمية SI للطاقة، وهو الجول وبرمز له (J)، رغم استمرار استخدام الوحدة الحرارية البريطانية BTU في مجال قياس الإنتاج الزراعي (BTU/kg).
وهي لا تزال الوحدة المستخدمة في البلاد المتحدثة بالإنجليزية في النظام المتري للوحدات، مثل كندا والمملكة المتحدة، وهي لا زالت المقياس المرجعي لتصنيف وحدات تكييف الهواء التي تصنع وتباع في بلاد كثيرة لا تتحدث باللغة الإنجليزية.
وفي الولايات المتحدة الأمريكية تستخدم الوحدة الحرارية البريطانية لوصف كمية الحرارة (أو الطاقة) المخزونة في الوقود بأنواعه، كما تستخدم لتقدير قدرة أجهزة التسخين والتبريد، مثل الأفران، وشوايات اللحم، ومكيفات الهواء. كما تستخدم الوحدة للتعبير عن القدرة، أي BTU في الساعة، ويعبر عنها ب (BTU/h) وهذه هي فعلاً وحدة القدرة مع أن صورتها المختصرة BTU يغلب استخدامها.

## الوحدة الحرارية MBTU
عرفت الوحدة الحرارية MBTU لتكون 1000 BTU ، حيث أضيف الحرف اللاتيني M الذي يعبر عن 1000 إلى الوحدة الحرارية البريطانية، وبذلك يعني المختصر الإنجليزي MBTU ألف وحدة حرارية بريطانية.
وقد يتسبب هذا التعريف الغريب التباسا لدى الناس حيث أنه طبقا لنظام الوحدات المتري تعني M مليونا وليس ألفا حيث يشكل حرف M اختصارا لكلمة Mega أي مليون. ولتفادي تلك الالتباسات فيستخدم المهنسون التعبير MMBTU للتعبير عن مليون وحدة حرارية بريطانية.
كذلك قد يستخدم التعبير تيرم therm الذي يعادل 100,000 أو 105 BTU و كواد (quad (energy الذي يبلغ 1015 BTU.

## التحويل بين الوحدات الحرارية
تبلغ 1 وحدة حرارية بريطانية BTU الآتي:
- 1.054 إلى 1.060 ألف جول
- 0.293071 واط. ساعة
- 252 سعر صغير
- 0.25 سعر كبير، وهو ما يستخدم في تقييم سعرات الغذاء (والسعر الكبير يساوي 1000 سعر صغير).

## التحويل للغاز الطبيعي
يقدر استهلاك الغاز الطبيعي كالآتي:
1 مليون وحدة حرارية بريطانية (يرمز لها MMBTU) تعادل 28,26 متر مكعب غاز، وذلك باعتبار أن المتر المكعب يعطي طاقة حرارية مقدارها 40 ميجا جول.